# Elachistocleis panamensis
Espèce
Synonymes
- Chiasmocleis panamensis Dunn, Trapido & Evans, 1948

Statut de conservation UICN

 LC  : Préoccupation mineure
Elachistocleis panamensis est une espèce d'amphibiens de la famille des Microhylidae.

## Répartition
Cette espèce se rencontre jusqu'à 600 m d'altitude, :
- en Colombie ;
- au Panama.

## Description
Elachistocleis panamensis mesure jusqu'à 26 mm. Son dos est brun clair et présente une grande tache irrégulière noire qui commence entre les yeux. Sa face ventrale est blanche avec des taches brunes plus denses au niveau de la gorge.

## Étymologie
Son nom d'espèce, composé de panam[a] et du suffixe latin -ensis, « qui vit dans, qui habite », lui a été donné en référence au lieu de sa découverte, le Panama.

## Publication originale
- Dunn, Trapido & Evans, 1948 : A new species of the microhylid frog genus Chiasmocleis from Panama. American Museum novitates, no 1376, p. 1-8 (texte intégral).